# Massaker von Turin (1864)

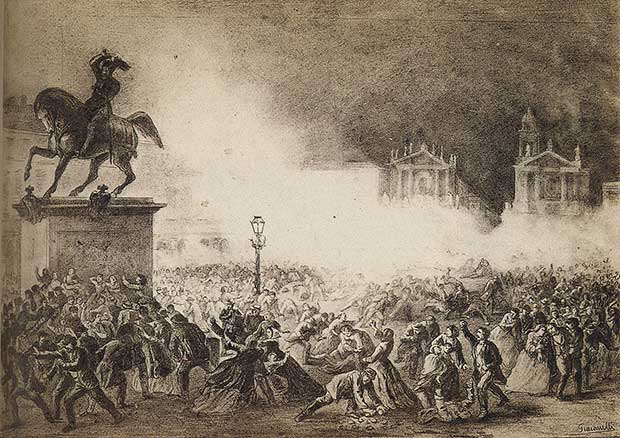
Zeitgenössische Darstellung

Das Massaker von Turin war ein blutiger Zusammenstoß der Truppen des erst 1861 gegründeten Königreichs Italien mit der Zivilbevölkerung der Stadt. Neben zahlreichen Verletzten wurden 47 Personen getötet.

## Hintergründe und Ereignishergang

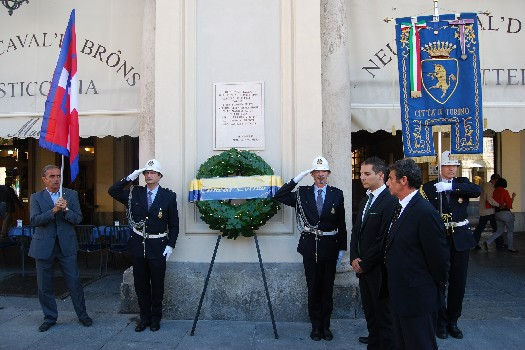
Gedenken zum 150-jährigen Jahrestag des Blutvergießens

Nach der Gründung des Königreichs Italien im Jahre 1861 wurde Turin die vorläufige Hauptstadt des neuen Staates. Zuvor war Turin die Hauptstadt des Königreichs Sardinien-Piemont gewesen. Nun sollte 1864 Florenz zur italienischen Hauptstadt werden, da Rom noch unter der Kontrolle des Kirchenstaates stand und somit noch nicht zu Italien gehörte. Die Verlegung der Hauptstadt nach Florenz hatte auch den Umzug der königlichen Residenz dorthin zur Folge, was zu Protesten der Stadtbevölkerung führte. Bei den Demonstrationen gegen den Umzug kam es am 21. und 22. September 1864 zu einer gewalttätigen Reaktion der italienischen Armee gegen die Protestmassen, wobei bereits mehrere Personen verletzt wurden. Dies führte zum Versuch der Demonstranten, sich dem Sitz des Innenministeriums auf der Piazza Castello zu nähern, der von Carabinieri-Kadetten verteidigt wurde. Die Carabinieri eröffneten schließlich das Feuer, wobei 15 Personen verletzt wurden. Am folgenden Abend, dem 22. September, kam es auf der Piazza San Carlo zu erneuten Ausschreitungen, und wahllosem Beschuss der Zivilisten durch die Armee. In der unübersichtlichen Lage kam es zu Eigenbeschuss, wobei Militärs und Zivilisten im Kreuzfeuer getötet wurden.
Die Ereignisse führten zum Sturz der ersten von Ministerpräsident Marco Minghetti angeführten Regierung und zu mehreren offiziellen Untersuchungen durch parlamentarische Kommissionen; alle Verhafteten profitierten jedoch im Februar 1865 von einer Generalamnestie.